# НЛО (фильм, 2018)
«НЛО» (англ. UFO) — кинофильм режиссёра Райана Эслингера, вышедший на экраны в 2018 году.

## Сюжет
Студент-математик Университета Цинциннати Дерек узнаёт из новостей, что в небе над аэропортом Цинциннати наблюдался загадочный объект. Его интригуют эти сообщения, особенно после того, как он обнаруживает несоответствия между заявлениями руководства аэропорта сразу после события и некоторое время спустя. На основе имеющейся информации он оценивает размеры объекта и угол, под которым он мог быть виден диспетчерам, а получив из даркнета записи переговоров с пилотами, обнаруживает на них зашифрованное послание. В расшифровке ему помогает его преподаватель — профессор Хендрикс, считающая, что её лучшие годы в науке уже позади. Параллельно группа агентов ФБР под руководством Франклина Алса проводит своё расследование.

## В ролях
- Алекс Шарп — Дерек
- Джиллиан Андерсон — профессор Хендрикс
- Элла Пернелл — Натали
- Дэвид Стретейрн — Франклин Алс
- Бенджамин Битти — Ли
- Сиси Эбби — девушка
- Кен Эрли — Дейв Эллисон
- Брайан Боумен — Роланд Юнгер